# Фердинанд Карл Австрийски-Есте (1821 – 1849)
Фердинанд Карл Австрийски-Есте, с рождено име Фердинанд Карл Виктор Австрийски-Есте (на италиански: Ferdinando Carlo Vittorio d'Austria-Este; * 20 юли 1821, Модена; † 15 декември 1849, Бърно) е ерцхерцог на Австрия от линията Австрия-Есте и принц на Модена.

## Живот
Той е вторият син на Франц IV (1779 – 1846), херцог на Модена, и на Мария-Беатриче Савойска (1792 – 1840), дъщеря на Виктор-Емануил I, крал на Пиемонт и Сардиния. По-големият му брат Франц V (1819 – 1875) е последният херцог на Модена.
Фердинанд е извънреден посланик в пруския двор в Берлин. Той участва в походите в Италия и Унгария и става генерал-майор и фелдмаршал-лейтенант.
Фердинанд се жени на 4 октомври 1847 г. в двореца Шьонбрун във Виена за Елизабет Франциска Мария (1831 – 1903), дъщеря на ерцхерцог Йозеф Антон Йохан Австрийски, син на император Леополд II.
При инспициране на болниците в Бърно той се заразява от тифус и след пет дена умира на 28 години на 15 декември 1849 г. Погребан е в църквата Сан Винченцо в Модена.

## Потомство
- Мария Тереза (1849 – 1919)

∞ 1868 крал Лудвиг III от Бавария (1845 – 1921)